# Hans-Joachim Griephan
Hans-Joachim Griephan (* 26. September 1937 in Malchin) ist ein deutscher Journalist, Verleger und Gründer des seit 1964 erscheinenden Wirtschaftsinformationsdienstes Griephan Briefe.

## Leben und Beruf
Nach einer Kindheit in Mecklenburg verließ Griephan 1951 die DDR und ging zunächst nach Westberlin, 1963 in die Bundeshauptstadt Bonn. Er begann seine journalistische Laufbahn 1958 bei der Berliner Morgenpost und wechselte 1961 als Korrespondent zur US-amerikanischen Nachrichtenagentur United Press International, anfangs im Berliner, danach im Bonner Büro.
1964 war Griephan für einige Monate Redaktionsmitglied der „Zeitung - Ein deutsches Magazin“ im Verlag Waldemar Schweitzer in Stuttgart (zusammen mit Sigfrid Dinser und Helmut Markwort).
Von 1964 bis 1993 gab Griephan die Zeitschrift Wehrdienst. Der Informationsbrief für die Verteidigungswirtschaft heraus.
Griephan war 1979 zeitweise Kolumnist der Wirtschaftswoche („Hans-Joachim Griephan über Behördenaufträge“). Für die Welt am Sonntag, Hamburg, schrieb Griephan von 1979 bis 1981 eine wöchentliche Kolumne „Bonner Geschäfte“. Von 1980 bis 1985 veröffentlichte das Unternehmermagazin Impulse, Köln, Griephans Kolumne „Geschäfte mit dem Staat“.
In Bonn war Griephan von 1969 bis 1993 geschäftsführender Gesellschafter der 3-W-Büro Agentur für Wehr-Wirtschafts-Werbung GmbH bzw. Bonnservice Werbe & Beratungsdienste GmbH.
1979 stellte der Bundestagsabgeordnete Heinz Pensky (SPD) Strafantrag wegen Beleidigung gegen Griephan. Pensky hatte bei der Novellierung des Kriegswaffenkontrollgesetzes 1978 eine strikte Einengung jeglichen Waffenhandels durch deutsche Staatsbürger und von westdeutschem Boden aus durchgesetzt. Die Beleidigung („Dämelack“) war mit dem Vorwurf verbunden, Pensky verursache der deutschen Rüstungsindustrie Schwierigkeiten im internationalen Rüstungshandel. In einem Vergleich übernahm Griephan die Verfahrenskosten. Er nahm seine Beleidigung zurück und Pensky den Strafantrag.

## Sonstige Aktivitäten
Bis 1988 war Griephan stellvertretender Präsident der 1960 in Lübeck gegründeten Fritz Reuter Gesellschaft e. V. (FRG), dann Präsident. 1991 verlegte sie ihren Sitz von Lübeck nach Neubrandenburg. Auf Initiative von Griephan entstand 1991 der Förderverein Reuter-Museen e. V. zur Unterstützung der vier Reuter-Museen in Stavenhagen, Eisenach, Neubrandenburg und Dömitz. Griephan ist Gründer und Inhaber des Fritz Reuter Literaturarchivs in Berlin (vormals Privates Fritz Reuter Literaturarchiv [FRLA], Bonn). Er gilt als bedeutender Autographensammler zur Literatur des 19. Jahrhunderts. Seine Sammlung hat Griephan seit 2018 nach und nach als Geschenk auf die Staatsbibliothek zu Berlin – Stiftung Preußischer Kulturbesitz und das Fritz-Reuter-Literaturmuseum in Stavenhagen übertragen. Die Staatsbibliothek macht seine Bestände im Nachlass 597 (Sammlung Hans-Joachim Griephan) zugänglich. Das Fritz-Reuter-Literaturmuseum zeigt seinen Bestand als „Sammlung Hans-Joachim Griephan“ in einem im Mai 2025 eröffneten Archivraum in einem Nebengebäude des Museums.
In der zweiten Hälfte der 1980er Jahre, ausgelöst durch seine Leitungstätigkeit in der Fritz Reuter Gesellschaft, war Griephan der Ausforschung durch das Ministerium für Staatssicherheit der DDR ausgesetzt. Anlass war das gemeinsame Bestreben des Leiters der Bundesanstalt für gesamtdeutsche Aufgaben (BfgA) Detlef Kühn und Griephans, Einfluss auf den Umgang mit dem Fritz-Reuter-Erbe in der DDR zu gewinnen, nach Ansicht der DDR-Stellen „im gesamtdeutschen Sinne“. Dergleichen lehnte man dort ab und versuchte, es zu unterbinden. Zu den Informanten über Griephan gehörten insbesondere die IM Jürgen Borchert, DDR-dissidenter Träger des Fritz-Reuter-Kunstpreises des Bezirks Schwerin (1980), Klaus Meyer, Arnold Hückstädt, Marion Schmidt, (Mecklenburgisches Folklorezentrum).
Nachdem Borchert im Verlauf der Affäre Suizid begangen hatte, war Griephan in den Regionalzeitungen in Neubrandenburg, Rostock und Schwerin, von Seiten der Evangelischen Akademie Mecklenburg-Vorpommern wie auch durch die damalige PDS dem Vorwurf ausgesetzt, Borchert „mit der Stasi-Keule erledigt“ (Wolf Spillner) zu haben.
Für die Wahlperioden 1994 bis 1999 und 1999 bis 2004 wurde Griephan für die CDU in die Stadtvertretung von Neubrandenburg gewählt.

## Schriften
- Fritz Reuter und Berthold Auerbach. Ein Brief Reuters an Auerbach und ein Manuskript Auerbachs über Reuter, in: Ulf Bichel/Friedrich Minssen/Helmut de Voss, Vom Reichtum des Erzählens. Fritz Reuter 1810–1874,  München/Wien 1985, S. 243–253
- Die Bedeutung des Reutergeldes Fünfteilige Folge in: Mecklenburg : Heimatzeitschrift für Landsleute und Freunde Mecklenburgs, Band 26, 1984, Nr. 7 S. 6–7, Nr. 8 S. 10–11, Nr. 9 S. 7–8, Nr. 10 S. 10–11, Nr. 11 S. 12–13

## Schlagzeilen (Auswahl)
Aus Berichten des upi-Korrespondenten Hans-Joachim Griephan:	
- Berlin: Ostberlin gleicht einer belagerten Stadt. Volkspolizei-Einheiten kampieren auf den Straßen. Unruhe und Empörung unter der Bevölkerung (in „Göttinger Tageblatt“ und anderen Blättern, 14. August 1961)
- Berlin: Volkspolizist mit Herz ließ Menschen durch den Stacheldraht. Möbel der Flüchtlinge zu Schleuderpreisen an SED-Funktionäre (in „Offenbach-Post“ und anderen Blättern, 18. August 1961)
- Berlin: General Clay: „Wenn es Ernst wird, bin ich da“ (in „Düsseldorfer Spätausgabe“ und anderen Blättern, 22. August 1961)
- Berlin: Straße der Tränen. In der Bernauer Straße geht die Spaltung durch die Herzen – Beton und Stacheldraht (in „Hamburger Echo“ und anderen Blättern, 1. September 1961)
- Berlin: Strohhut-Emil sagt: „Ick will sterben ...“ Ein Teller Erbsensuppe wartet bei Aschinger vergebens. Berliner Original muß im Osten bleiben (in „Frankfurter Nachtausgabe“ und anderen Blättern, 13. Januar 1962)
- Rostock: „Wie die Verpflegung – so die Bewegung“ Die Landwirtschaft im SED-Staat steht vor einer neuen Krise – Der Schlendrian als Form des Widerstandes (in „Fuldaer Zeitung“ und anderen Blättern, 24. Juli 1962)
- Berlin: Kranke Mutter am Strick in die Freiheit gezerrt. 13 Menschen erzählen die dramatische Geschichte ihrer Tunnelflucht (in „Bremer Nachrichten“ und anderen Blättern, 14. März 1963)
- Bonn: Das Palais Schaumburg sah Playboys und Besatzer. Ludwig Erhard neuer Herr im „Hause des Bundeskanzlers“ – Nur das Schlafzimmer mochte Adenauer nicht (in „Nord-West-Zeitung“ und anderen Blättern, 10. Oktober 1963)
- Lengede: Schaumgummi-Matratzen für die Eingeschlossenen. „Komfort“ in 90 Meter Tiefe. Frische Wäsche, aber unrasiert – Huhn sprang aus der Dose (in „Bonner Generalanzeiger“ und anderen Blättern, 30. Oktober 1963)
- Lengede: Freude ohne Jubel über die Rettung nach 184 Stunden. Die drei Geretteten wollen sich überlegen, ob sie wieder einfahren (in „Der Mittag“ und anderen Blättern, 2. November 1963)
- Lengede: Die Mutter Courage von Lengede. „Mich schickt keiner weg“ Glückliche Bergmannsfrau will an der Bohrstelle bis zum Ende warten (in „Göttinger Tageblatt“ und anderen Blättern, 5. November 1963)
- Lengede: So wurden die elf Bergleute geborgen. Lengede: „Wunder“ wurde wahr. Bei strahlend blauem Himmel taumelte einer nach dem anderen ins Sonnenlicht (in „Bonner Generalanzeiger“ und anderen Blättern, 8. November 1963)